# San Lorenzo in Piscibus (titre cardinalice)
La diaconie cardinalice de San Lorenzo in Piscibus (Saint Laurent à Piscibus) est instituée le 24 novembre 2007 par Benoît XVI dans la bulle Purpuratis Patribus et rattaché à l'église homonyme qui se trouve dans le rione Borgo à l'ouest de Rome.

## Titulaires
- Paul Josef Cordes (2007-2018), titre pro hac vice (2018-2024)

### Sources
- (it) Cet article est partiellement ou en totalité issu de l’article de Wikipédia en italien intitulé « San Lorenzo in Piscibus (diaconia) » (voir la liste des auteurs).